# لیک پارک (آیووا)
لیک پارک (به انگلیسی: Lake Park) شهری در ایالت آیووا کشور ایالات متحده آمریکا است که جمعیت آن در سرشماری سال ۲۰۱۰ میلادی، ۱٬۱۰۵ نفر بوده‌است.